# Quirin Moll
Quirin Moll (* 21. Januar 1991 in Dachau) ist ein deutscher Fußballspieler, der insbesondere im Mittelfeld zum Einsatz kommt. Er stand zuletzt in der Saison 2022/23 beim TSV 1860 München unter Vertrag.

## Karriere

### Jugend- und Amateurfußball
Quirin Moll begann seine Fußballkarriere beim bayerischen Amateurverein TSV Dachau 1865. Von dort wechselte er in die Jugendabteilung des FC Bayern München. Im Sommer 2008 ging er zur SpVgg Greuther Fürth, für die er in der U-19-Mannschaft spielte. In seiner ersten A-Jugend-Saison pendelte er noch zwischen Bank und Stammformation, jedoch setzte er sich in der Saison 2009/10 vollends in Fürth durch. Seine erste Station im Herrenbereich war dann der SV Heimstetten in der Bayernliga. Auch dort blieb Moll zwei Jahre lang und war von Anfang an eine feste Größe. Mit dem SV Heimstetten stieg er in der Relegation in die neugegründete Regionalliga Bayern auf. Im Hinspiel des zweiten Relegationsspiels markierte Moll den entscheidenden Treffer zum 1:0, der die 1:2-Auswärtsniederlage im Rückspiel gegen den Würzburger FV egalisierte.

### SpVgg Unterhaching
Mit seinen Leistungen machte er 2012 die SpVgg Unterhaching auf sich aufmerksam, mit der er einen Amateurvertrag schloss. Anfangs war er nur für die eigene U23 vorgesehen, jedoch saß er bereits am ersten Spieltag der 3. Liga für die Unterhachinger auf der Bank, nachdem er bereits seinen ersten Einsatz für die U23 absolviert hatte. Seinen ersten Einsatz im Profifußball hatte er am 7. August 2012 gegen den 1. FC Heidenheim bei einem 4:1-Sieg. In der U23 von Unterhaching absolvierte er in der Saison 2012/13 15 Einsätze. In der 3. Liga war er zwischen 2012 und 2014 insgesamt 56-mal für die SpVgg Unterhaching im Einsatz und erzielte dabei drei Treffer.

### SG Dynamo Dresden
Am 21. Juli 2014 unterzeichnete Moll einen Vertrag bei Dynamo Dresden, der bis zum 30. Juni 2016 datiert ist. In seiner ersten Spielzeit bei Dynamo Dresden entwickelte sich Moll zu einem Stammspieler und kam unter Trainer Stefan Böger auf 32 Kaderaufstellungen, war 29-mal in der Startelf und wurde zweimal eingewechselt. In der Saison 2015/2016 wurde Moll aufgrund von Verletzungen als Stammspieler von Aias Aosman auf der Sechser-Position verdrängt und war nach 33 Spieltagen 20-mal im Kader, 14-mal in der Startelf und wurde sechsmal eingewechselt. Am 12. April 2016 gab Moll bekannt, dass er zum Saisonende 2015/16 Dynamo Dresden verlassen wird um sich dem Zweitligisten Eintracht Braunschweig anzuschließen.

### Eintracht Braunschweig
Für die Eintracht aus Braunschweig bestritt Moll in zwei Saisons insgesamt 48 Spiele in der 2. Bundesliga und stand hierbei 42-mal in der Startelf. Nachdem in der Saison 2016/17 in der Relegation gegen den VfL Wolfsburg der Aufstieg in die 1. Bundesliga verpasst wurde, stieg man in der darauffolgenden Saison 2017/18 in die 3. Liga ab.

### TSV 1860 München
Nach dem Abstieg mit der Eintracht in die dritte Liga, schloss er sich zur Saison 2018/19 dem Drittligaaufsteiger TSV 1860 München an. Der Vertrag lief im Sommer 2023 aus.

## Erfolge
Dynamo Dresden
- Deutscher Drittligameister und Aufstieg in die 2. Bundesliga: 2015/16

TSV 1860 München
- Sieger des Bayerischen Toto-Pokals: 2019/20